# Stentjärnen (Piteå socken, Norrbotten, 727362-173592)
Stentjärnen är en sjö i Piteå kommun i Norrbotten och ingår i Lillpiteälvens huvudavrinningsområde.